# Natalja Baranskaja
Natalja Vladimirovna Baranskaja (ryska: Наталья Владимировна Баранская), född 18 oktober (nya stilen: 31 oktober) 1908 i Sankt Petersburg, död 29 oktober 2004 i Moskva, var en sovjetisk (rysk) författare.
Baranskajas mest kända verk är novellen En vecka som alla andra (1969), vilken är en skildring av hur kvinnan i den samtida Sovjetunionen slits mellan arbete och familj. Den väckte ej någon entusiasm hos kritikerna i hemlandet, men gav författaren ett visst internationellt rykte som företrädare för feminismen. Hon skrev även senare flera andra noveller på samma tema, i vilka hon uppvisade känsla för samhällsproblemen i hemlandet. År 1999 utkom hennes memoarer, De hemlösas vandringar (ej översatta till svenska), i vilka hon visade sin samhörighet med den förrevolutionära intelligentian i Ryssland.